# Charles Clerke
Kapitán Charles Clerke (22. srpna 1741 – srpen 1779) byl důstojník Royal Navy, který se v 18. století zúčastnil čtyř průzkumných plaveb.

## Život
Clerke začal studovat na Královské námořní akademii v Portsmouthu, když mu bylo 13 let. Během sedmileté války sloužil na palubě lodí HMS Dorsetshire a HMS Bellona.
V červnu 1764 se připojil k expedici kapitána Johna Byrona do Tichého oceánu, vykonané na lodi HMS Dolphin. Dolphin se vrátil v květnu 1766. Obeplul Zeměkouli během 22 měsíců, co byla do té doby nejrychlejší plavba kolem světa.
Další tři plavby vykonal pod velením Jamese Cooka.
První plavby Jamese Cooka v letech 1768–1771 se zúčastnil ve funkci pomocníka prvního důstojníka na lodi HM Bark Endeavour. Cook ho roku 1771 jmenoval aktivním důstojníkem.
Během druhé plavby Jamese Cooka konané v letech 1772–1775 byl Clerke druhým důstojníkem na lodi HMS Resolution.
V období mezi druhou a třetí Cookovou plavbou Clerke sloužil ve vězení pro dlužníky. Zde se nakazil tuberkulózou, na kterou později zemřel.
Během třetí plavby Jamese Cooka Clerke nejprve velel na lodi HMS Discovery a po smrti kapitána Cooka v únoru 1779, převzal velení celé výpravy. Během plavby na Kamčatku Clerke zemřel na TBC. Byl pohřben na Kamčatce 29. srpna 1779. Roku 1913 byl britskou admiralitou zřízen v Petropavlovsku-Kamchatském malý pomník k uctění jeho památky. Po Clerkově smrti převzal velení výpravy John Gore a s ním se výprava také vrátila do Británie.